# Laena denudata
Laena denudata – gatunek chrząszcza z rodziny czarnuchowatych i podrodziny omiękowatych.
Gatunek ten został opisany w 1975 roku przez Zoltana Kaszaba.
Czarnuch o ciele długości od 5 do 6 mm. Prawie kwadratowe w obrysie przedplecze ma proste krawędzie boczne i płaską powierzchnię pokrytą dużymi punktami i lekkim szagrynowaniem. Na pokrywach brak rowków, występują tylko ułożone w rzędy punkty, wielkością zbliżone do tych na przedpleczu i większości zaopatrzone w mikroszczecinki. Międzyrzędy pokryw są płaskie, szagrynowane i opatrzone pojedynczymi, drobnymi punktami. Samiec ma zaokrąglone, trójkątne apicale edeagusa.
Chrząszcz endemiczny dla Bhutanu.